# Câmp electromagnetic
Câmpul electromagnetic (prescurtat câmp EM) este un câmp fizic produs în jurul corpurilor care sunt încărcate electric și afectează alte particule încărcate electric. Câmpul electromagnetic se propagă indefinit în spațiu, constituind una dintre forțele principale ale naturii. Câmpul electromagnetic care se propagă în spațiu se numește undă electromagnetică. Mecanismul de propagare a undelor electromagnetice are la bază fenomenul generării reciproce a câmpului electric și al celui magnetic. Liniile de forță ale câmpurilor sunt situate în planuri reciproc perpendiculare, prin urmare și vectorii respectivi sunt reciproc perpendiculari.